# Oblast' autonoma di Circassia
L''oblast' autonoma di Circassia (in russo Черкесская автономная область?, Čerkesskaja avtonomnaja oblast) o Čerkessia era un'oblast' autonoma della RSFS Russa, dell'Unione Sovietica, creata il 26 aprile 1926 dalla scissione dell'oblast' autonoma di Karačaj-Circassia. Si chiamava ufficialmente Okrug nazionale circasso (in russo Черкесский национальный округ?, Čerkesskij nacional'nyj okrug) fino al 30 aprile 1928. Fu sciolta nel 1957 con il ripristino dell'oblast' autonoma di Karačaj-Circassia.

## Evoluzione territoriale dell'Oblast' autonoma di Circassia

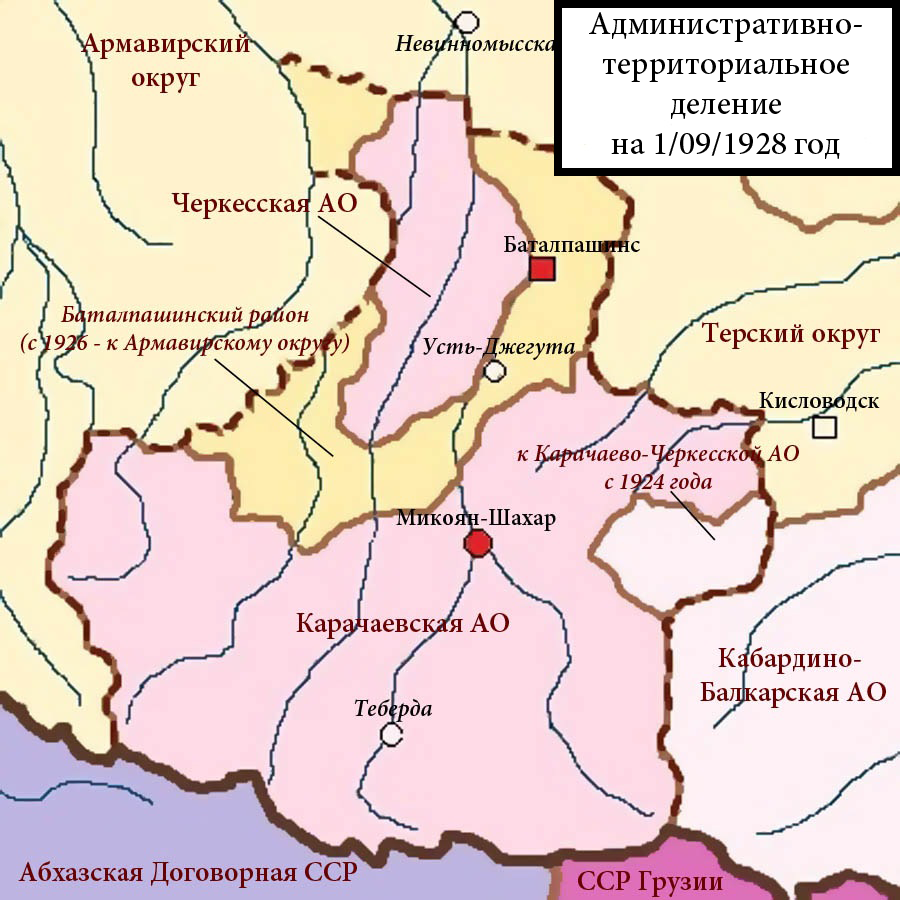
1928
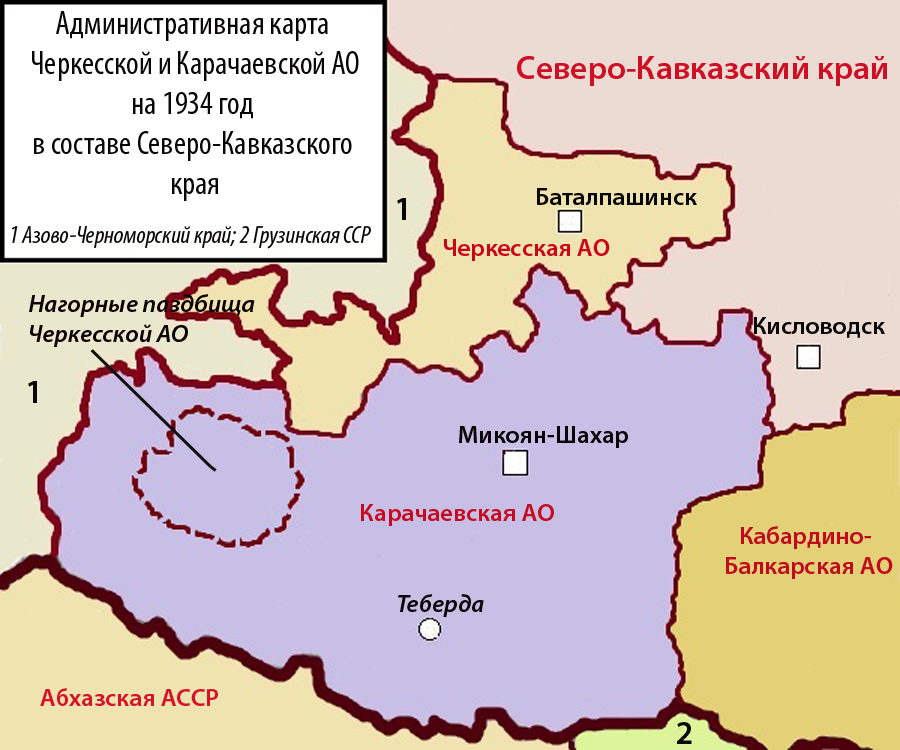
1934
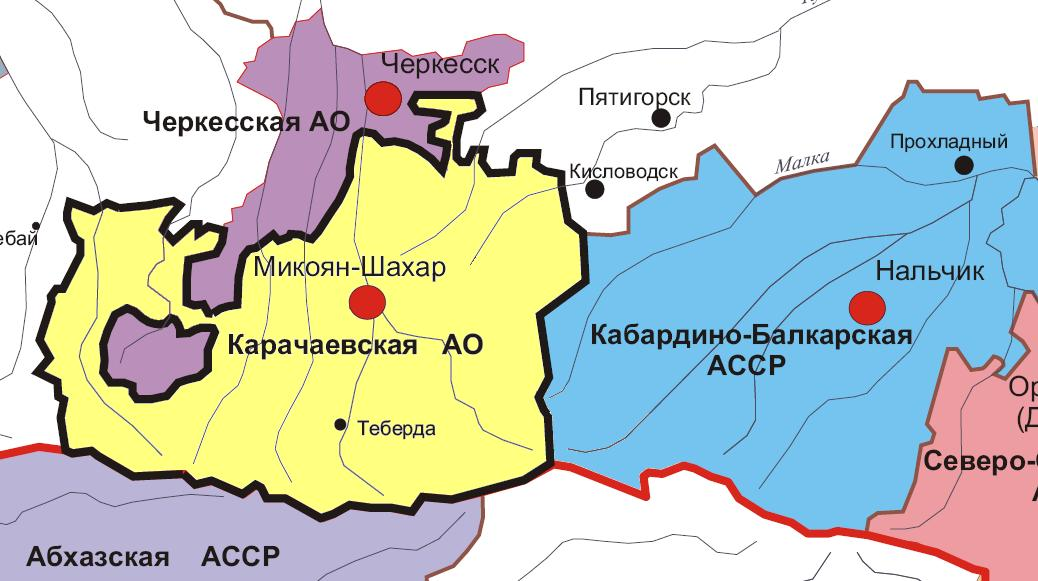
1943
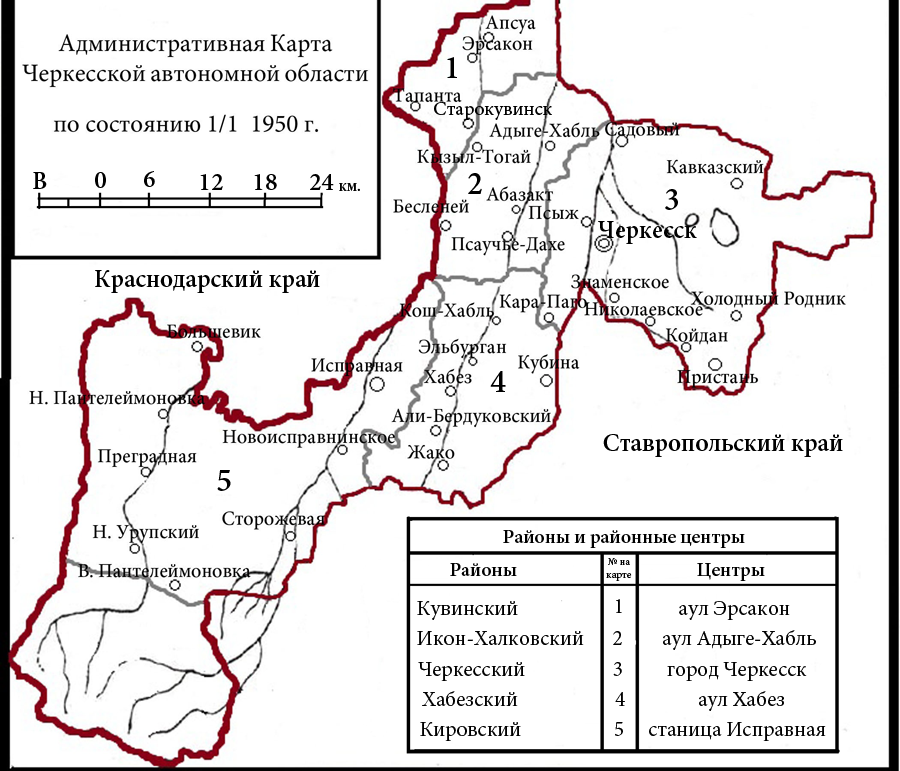
1950